# عين الصقر (مارفل)
عين الصقر هو بطل خارق يظهر في القصص المصورة التي تنشرها مارفل كومكس. من صنع الكاتب ستان لي والفنان دون هيك، ظهر للمرة الأولى كشرير في سنة 1964 لاحقا انظم لفريق «المنتقمون» وأصبح عضوا بارزا في الفريق منذ ذلك الحين. وضعه موقع آي جي إن في المركز 44 ضمن قائمة أفضل أبطال قصص مصورة.
لعب جيرمي رينر دور عين الصقر في عالم مارفل السينمائي حيث ظهر في فيلم المنتقمون وفيلم المنتقمون: عصر ألترون. ليس لديه قدرات فوق بشرية لكنه رامي وبهلوان ومبارز استثنائي بالسيف، تم تدريبه في طفولته في السيرك من قبل المجرمين.

## وصلات خارجية
- عين الصقر في ويكي عالم مارفل